# 措伊滕
措伊滕（德語：Zeuthen）是德国勃兰登堡州的市镇，隶属于达默-施普雷瓦尔德县。总面积为12.68平方千米，截至2023年12月31日总人口为11,578人。